# Dolabraulax implicatus
Dolabraulax implicatus är en stekelart som beskrevs av Donald L.J. Quicke 1986. Dolabraulax implicatus ingår i släktet Dolabraulax och familjen bracksteklar. Inga underarter finns listade i Catalogue of Life.